# Youngbloods
Youngbloods è il secondo album in studio del gruppo musicale australiano The Amity Affliction, pubblicato il 18 giugno 2010 dalla Boomtown Records.
L'album ha ricevuto una nomination come miglior album dell'anno hard rock/heavy metal agli ARIA Awards 2010, e nel 2014 è arrivato a vendere oltre 35 000 copie solo in Australia, guadagnandosi il disco d'oro.

## Tracce
1. I Hate Hartley – 3:51
2. Anchors – 3:48
3. H•M•A•S Lookback – 4:10
4. Fire or Knife – 3:15
5. Youngbloods – 3:50
6. Dr. Thunder – 3:50
7. Olde English 800 – 3:43
8. No Sleep 'Till Brisbane – 3:37
9. RIP Foghorn – 4:08
10. Fuck the Yankees (feat. Helmet Roberts) – 3:55

Traccia bonus dell'edizione iTunes
1. 15 Pieces of Flare – 4:16

Tracce bonus dell'edizione deluxe
1. 15 Pieces of Flare – 4:16
2. Snicklefritz – 3:07

## Formazione
The Amity Affliction
- Joel Birch – voce death
- Ahren Stringer – voce melodica, basso
- Clint Splattering – chitarra solista
- Troy Brady – chitarra ritmica
- Trad Nathan – tastiera
- Ryan Burt – batteria, percussioni

Altri musicisti
- Helmet Roberts – voce in Fuck the Yankees
- Four Year Strong – cori in I Hate Hartley

## Classifiche
| Classifica (2010) | Posizione massima |
| ----------------- | ----------------- |
| Australia         | 6                 |